# Селифонтово (мемориальное кладбище)
Селифонтово — мемориальное кладбище на месте расстрельного полигона октября 1938 года — одного из мест массовых казней и захоронений жертв «Большого террора». Меморальное кладбище расположено близ одноимённой деревни в Ярославской области.

## Расстрел
С 3 по 6 октября 1938 года, в лесном массиве близ деревни Селифонтово были расстреляны 187 человек: рабочие, крестьяне, священнослужители, инженеры, лица руководящего состава. Все они обвинялись в антисоветской деятельности по 58-й статье и объявлялись «врагами народа».

## Обнаружение захоронения
В конце 1980-х годов слушатели ярославской школы юных журналистов занимались историей автопробега, совершённого работниками Ярославского резино-асбестового комбината в 1936 году. Работая с историческими свидетельствами, юные исследователи обнаружили, что многие организаторы пробега бесследно исчезли. Из подшивок старых газет ребята узнали, что часть бывших организаторов автопробега подверглась репрессиям. На опубликованные журналистские материалы откликнулись старожилы. В школу юных корреспондентов позвонил житель деревни Селифонтово Ярославского района Михаил Калугин. Он указал место, где, как утверждал, покоятся расстрелянные люди. В нахождении места расстрела оказал помощь также Н. А. Большаков, о нём он слышал от отца.
6 октября 1989 года с помощью экскаватора, так как работать лопатами на болотистой почве было невозможно, с глубины двух с лишним метров были извлечены остатки одежды и обуви, внутри которой находились человеческие кости. Из-за надвигавшихся холодов работа была временно прекращена. 3 июля 1990 года раскопки продолжились: ковш экскаватора поднял грунт с истлевшими остатками одежды и обуви. Были найдены резиновые ботики, калоши, женские туфли, куртка, пенсне, курительная трубка и т. п. Из-под полусгнившего бревенчатого настила ковшом были подняты человеческие кости, простреленные черепа, в которых были обнаружены пули. 4 июля раскопки были остановлены: в глиняной глыбе оказались артиллерийские снаряды. Этот случай минирования сотрудниками НКВД расстрельных рвов остаётся единственным в России.
Благодаря инициативе сотрудников местного Управления КГБ удалось по архивным делам установить фамилии расстрелянных здесь, год и дату их гибели — с 3 по 6 октября 1938 года в Селифонтово были казнены 187 человек, в том числе бывший председатель Ярославских городского и областного исполкомов и бывший народный комиссар труда Украинской ССР Николай Доброхотов, митрополит Ярославский и Ростовский Павел (Борисовский), архитектор Николай Спирин, командир 52-й стрелковой дивизии Евгений Даненберг, 10 председателей райисполкомов, 22 главы предприятий и организаций, семь секретарей комитетов ВКП(б).
Выявленные на основе архивных данных другие места массовых захоронений на окраинах Ярославля возможно утрачены, так как оказались на территории построенного Новоярославского нефтезавода.
Место массовых захоронений около деревни Селифонтово признано мемориальным кладбищем. В 1994 году там установлен памятник. В годовщину расстрела на мемориальном кладбище Селифонтово совершается панихида.